# Почесні нагрудні знаки командувачів видів ЗСУ
Почесні нагрудні знаки командувачів видів Збройних сил України випускаються Міністерством оборони України з метою відзначення військовослужбовців за певні військові досягнення.

## Нагрудний знак «Сухопутні війська України»
Нагрудним знаком «Сухопутні війська України» нагороджуються військовослужбовці Збройних Сил України, що сумлінно виконують службовий обов'язок і досягли значних результатів у військовій службі в Сухопутних військах України, в тому числі ті, що перебувають у запасі або у відставці й беруть активну участь у їхньому зміцненні; які зробили вагомий особистий внесок у справу будівництва та розвитку Сухопутних військ України. Нагрудний знак «Сухопутні війська України» затверджено наказом Міністра оборони України № 441 від 2 грудня 1997 року.

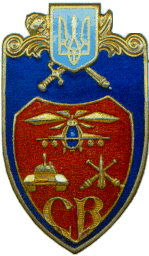
Нагрудний знак «Сухопутні війська України»

## Почесний нагрудний знак командувача Сухопутних військ Збройних Сил України «За службу»
Почесним нагрудним знаком командувача Сухопутних військ Збройних Сил України «За службу» нагороджуються військовослужбовці та працівники Сухопутних військ Збройних Сил України, які сумлінно виконують військовий обов'язок (службовий) і досягли значних результатів у військовій службі. Почесний нагрудний знак командувача Сухопутних військ Збройних Сил України «За службу» затверджено наказом Міністра оборони України № 426 від 13 серпня 2010 року.

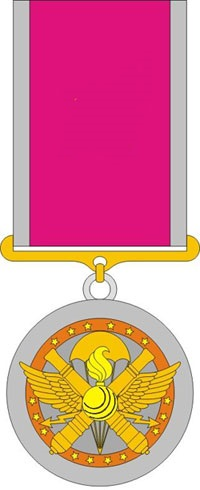
Почесний нагрудний знак командувача Сухопутних військ Збройних Сил України «За службу»

## Почесний нагрудний знак командувача Сухопутних військ Збройних Сил України «Почесний десантник»
Почесним нагрудним знаком командувача Сухопутних військ Збройних Сил України «Почесний десантник» нагороджуються військовослужбовці та працівники Збройних Сил України за зразкове виконання військового та службового обов'язків, високі досягнення у повсякденній службовій діяльності, вагомий внесок у розбудову та зміцнення боєздатності аеромобільних військ Сухопутних військ Збройних Сил України, активне сприяння вдосконаленню життєдіяльності військ, їх забезпечення, пропагування та примноження героїчних традицій аеромобільних військ Сухопутних військ Збройних Сил України та інші заслуги. Почесний нагрудний знак командувача Сухопутних військ Збройних Сил України «Почесний десантник» затверджено наказом начальника Генерального штабу — Головнокомандувача Збройних Сил України № 185 від 9 листопада 2010 року.

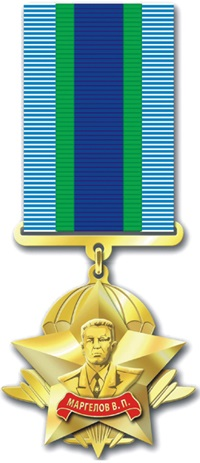
Почесний нагрудний знак командувача Сухопутних військ Збройних Сил України «Почесний десантник»

## Почесний нагрудний знак командувача Сухопутних військ Збройних Сил України «За відмінну службу в аеромобільних військах Сухопутних військ Збройних Сил України»
Почесним нагрудним знаком командувача Сухопутних військ Збройних Сил України «За відмінну службу в аеромобільних військах Сухопутних військ Збройних Сил України» нагороджуються військовослужбовці, працівники та ветерани Збройних Сил України, за зразкову та бездоганну службу, високі показники з бойової та спеціальної підготовки та вагомий особистий внесок у справу розбудови аеромобільних військ Сухопутних військ Збройних Сил України. Почесний нагрудний знак командувача Сухопутних військ Збройних Сил України «За відмінну службу в аеромобільних військах Сухопутних військ Збройних Сил України» затверджено наказом начальника Генерального штабу — Головнокомандувача Збройних Сил України № 185 від 9 листопада 2010 року.

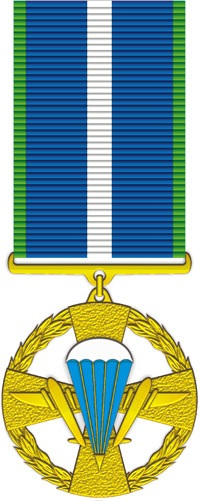
Почесний нагрудний знак командувача Сухопутних військ Збройних Сил України «За відмінну службу в аеромобільних військах Сухопутних військ Збройних Сил України»